# Mount Michael (Neuguinea)
Der Mount Michael ist ein Berg im östlichen Ausläufer des Bismarckgebirges in der Provinz Eastern Highlands in Papua-Neuguinea.

## Geographie und Klima
Mount Michael ist der höchste Punkt in der Region, die zum westlichen Bismarckgebirge hin gebirgiger, zum Osten jedoch zunehmend hügeliger und damit flacher wird. Das Gebiet ist überwiegend bewaldet. Die Bevölkerungsdichte beträgt etwa 38 Menschen pro Quadratkilometer.
Die Durchschnittstemperatur beträgt 8 °C. Der wärmste Monat ist der Juli mit 10 °C und der kälteste Februar mit 5 °C. [5] Der durchschnittliche Niederschlag beträgt 2470 Millimeter pro Jahr. Der feuchteste Monat ist der März mit 308 Millimetern Regen und der feuchteste der Juli mit 96 Millimetern.